# Лі Син Рьоль
Лі Син Рьоль (кор. 이승렬, 李昇烈, нар. 6 березня 1989, Пучхон) — південнокорейський футболіст, нападник клубу «Сувон».
Виступав за національну збірну Південної Кореї, у складі якої був учасником чемпіонату світу.

## Клубна кар'єра
Займався футболом у середній школі Сінгаль протягом близько двох років. У 2008 році був обраний на драфті клубом «Сеул» з однойменного міста, в якому провів чотири сезони, взявши участь у 82 матчах чемпіонату. Більшість часу, проведеного у складі столичної команди, був основним гравцем атакувальної ланки команди і у 2010 році виграв з командою чемпіонат Кореї та Кубок ліги.
1 лютого 2012 року перейшов у команду чемпіонату Японії «Гамба Осака», проте вже влітку того ж року повернувся на батьківщину, ставши гравцем «Ульсан Хьонде», з яким виграв Лігу чемпіонів АФК і на початку сезону 2013 року перейшов у клуб «Соннам Ільхва Чхонма».
У сезонах 2014 і 2015 грав за «Чонбук Хьонде Моторс», вигравши в обох роках чемпіонат Кореї.
У січні 2016 року став гравцем «Сувона». Відтоді встиг відіграти за сувонську команду 4 матчі в національному чемпіонаті.

## Виступи за збірну
Виступав за юнацькі і молодіжні збірні Південної Кореї різного віку, також грав і за олімпійську збірну. Восени 2009 року виступав на чемпіонат світу серед молодіжних команд, куди його запросив головний тренер Хон Мьон Бо. Тоді Південна Корея дійшла до чвертьфіналу, де програла Гані (2:3). Сам Син Рюль провів на турнірі 4 матчі.
9 січня 2010 року дебютував в офіційних іграх у складі національної збірної Південної Кореї в товариському матчі проти Замбії (4:2). Лі вийшов на 80-й хвилині замість Но Бьон Джуна. Влітку того ж року потрапив в заявку Хо Джон Му на чемпіонат світу 2010 року у ПАР, хоча у відбірковому етапі він не брав участь. На мундіалі зіграв в одному матчі проти греків (2:0). Всього того року провів у формі головної команди країни 10 матчів, забивши 3 голи, після чого за збірну більше не грав.

## Досягнення
- Чемпіон Південної Кореї: 2010, 2014, 2015
- Володар Кубка південнокорейської ліги: 2010
- Переможець Ліги чемпіонів АФК: 2012
- Найкращий новачок К-ліги (1): 2008